# Joinvillea borneensis
Joinvillea borneensis är en gräsväxtart som beskrevs av Odoardo Beccari. Joinvillea borneensis ingår i släktet Joinvillea och familjen Joinvilleaceae. Inga underarter finns listade i Catalogue of Life.